# Naim Frashëri

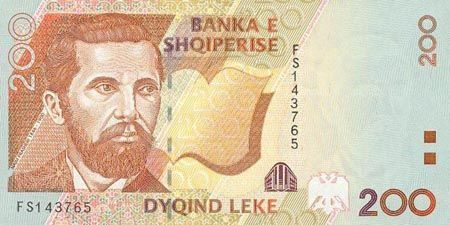
Na dvousetlekové bankovce

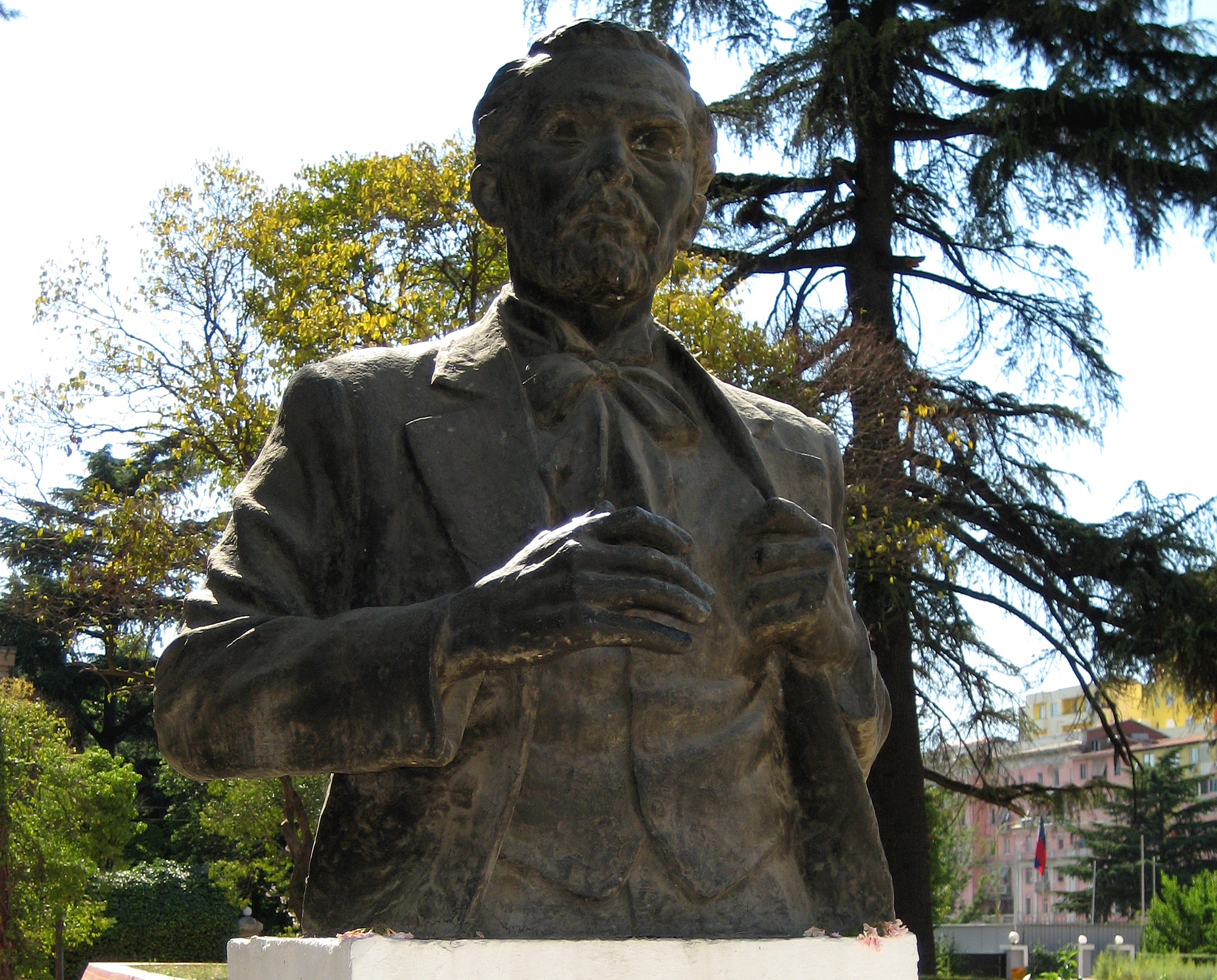
Památník v Tiraně

Naim Frashëri (25. květen 1846, Frashër – 20. říjen 1900, Istanbul) byl albánský básník a překladatel. Byl bratrem politika Abdyla Frashëriho a encyklopedisty Samiho Frashëriho. Spolu s nimi byl klíčovým představitelem albánského národního obrození (takzvaného Rilindja Kombëtare). Psal albánsky (15 knih), turecky (4 knihy), řecky (2) a persky (1).

## Život
Narodil se ve vesničce Frashër, která tehdy ležela na území Osmanské říše, dnes na jihu Albánie. V dětství se naučil turecky, persky i arabsky, zejména stará perská literatura ho poté silně ovlivnila. Jako muslim měl otevřenu cestu ke státní službě, roku 1882 odjel do Istanbulu, kde začal pracovat pro osmanské ministerstvo kultury. Přesto se nadchl pro albánskou národní myšlenku a řadu svých prací také podepisoval jen iniciálami, aby to neohrozilo jeho kariéru ve státní službě.

## Dílo
Ve svém básnickém díle byl ovlivněn muslimskou mystickou (súfistickou) sektou Bektašíja, k níž patřil. Mystický panteismus je nejvíce cítit v jeho nejslavnějším díle, epické skladbě Istori’e Skënderbeut (Skanderbegův příběh), která vypráví o albánském národním hrdinovi Gjergje Kastrioti Skanderbegovi. Jeho lyrika (např. Luletë e verësë – Letní květy) byla ovlivněna i francouzskými vzory. Jiné verše manifestují nacionální ideály a vlastenectví (například známá báseň Bagëti e Bujqësi s verši "Shqipëri, o mëma ime, ndonëse jam i mërguar / Dashurinë tënde kurrë zemëra s'e ka harruar" – "Albánie, ó má matko, i kdybych tě opustil, mé srdce nikdy nezapomene tvou lásku"), proto je v Albánii považován za národního básníka.
Přeložil do albánštiny La Fontainovy Bajky či Homérovu Iliadu.

## Odkaz
Od roku 1965 se v Albánii udělovalo umělcům státní vyznamenání nazvané právě po Naimu Frashërim. V Tiraně po něm bylo pojmenováno známé nakladatelství. Jeho portrét zdobí od roku 1996 albánskou bankovku v hodnotě 200 leků.